# Ernst Sieburg

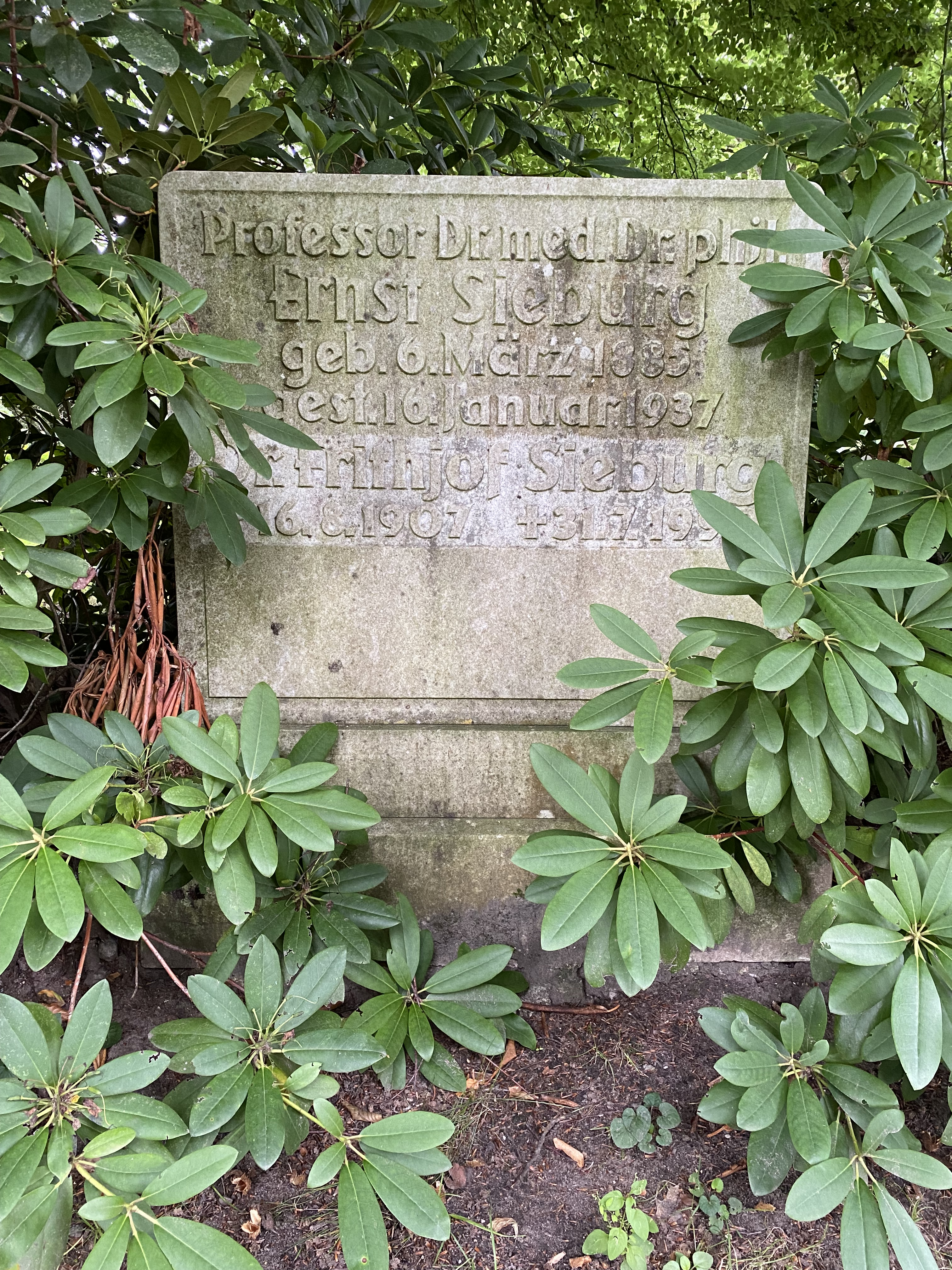
Grabstätte auf dem Friedhof Ohlsdorf

Ernst Emil Maria Sieburg (* 6. März 1885 in Borken; † 16. Januar 1937 in Hamburg) war ein deutscher Pharmakologe.

## Leben
Ernst Sieburg war der zweite Sohn des Königlich Preußischen Rechnungsrats Carl Ernst Sieburg (1848–1930) und seiner Frau Josephine geborene Lob (1852–1885), sein älterer Bruder war Erich Sieburg (1878–1947). Seine Mutter starb eine Woche nach seiner Geburt am 15. März 1885, sehr wahrscheinlich an Geburtskomplikationen. Friedrich Sieburg (1893–1964) war sein Halbbruder, da sein Vater seit 1888 in dritter Ehe mit Clara Theresia Emilie geborene Slop von Cadenberg (1857–1932) verheiratet war.

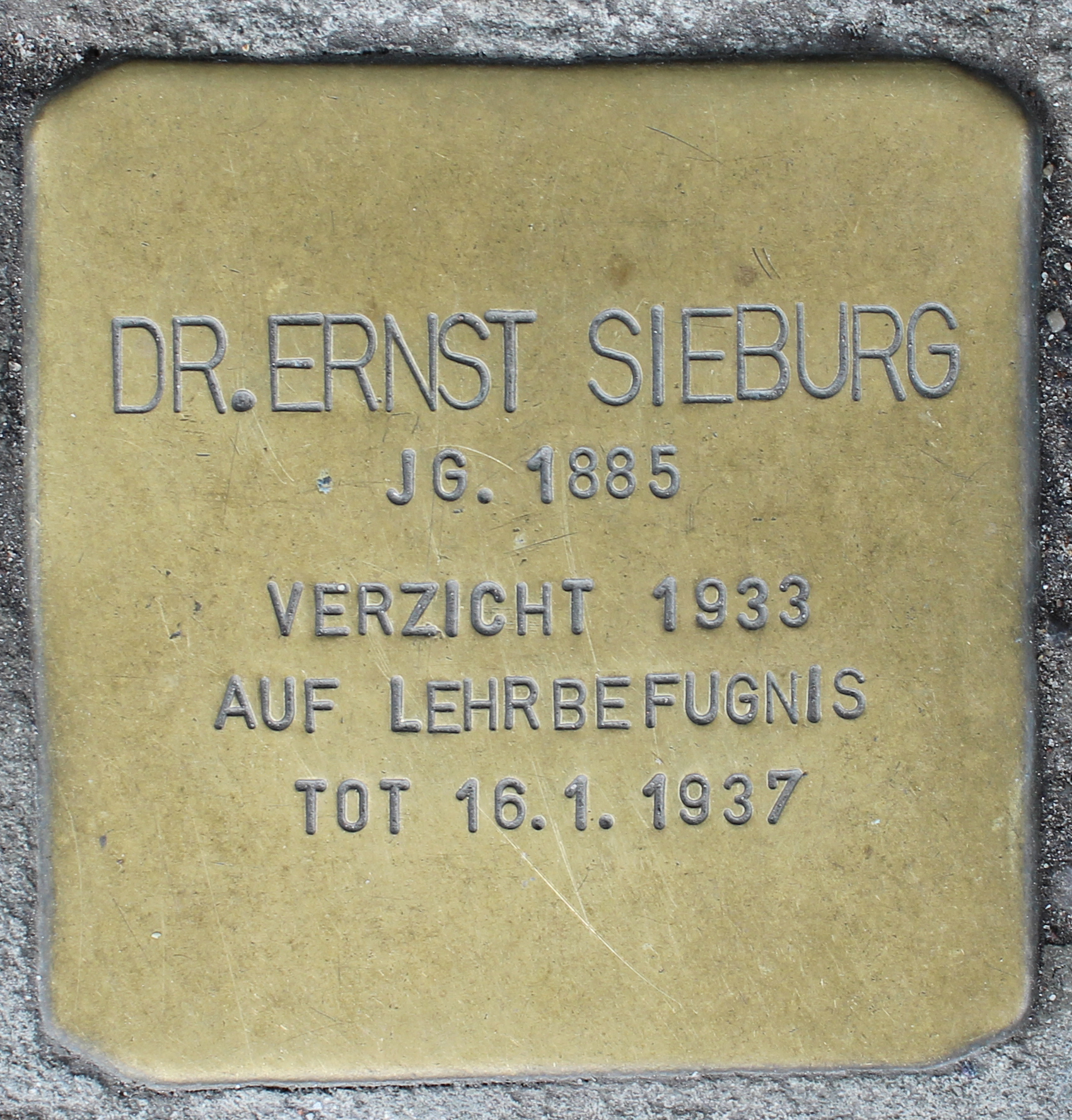
Stolperstein Ernst Sieburg im UKE

1911 heiratete er in London Elly Cerf (1887–1946), die aus einer jüdischen Familie stammte, und am 27. Juni 1911 wurde ihre Tochter Eva in Hannover-Herrenhausen geboren. Diese Ehe wurde 1914 geschieden und am 6. August 1914 heiratete er in Rostock Johanna Sophie Dorothea Friederike Defa (1884), die ihren Sohn Frithjof Christian (1907–1990) mit in die Ehe brachte.
Nach dem Besuch der Gymnasien in Altena und Elberfeld absolvierte er zunächst eine Ausbildung zum Apotheker. Ab 1905 begann er an den Universitäten in Leipzig, München und Rostock die Fächer Medizin, Naturwissenschaften und Pharmazie zu studieren. Nachdem Sieburg 1907 in Rostock sein Staatsexamen in Pharmazie abgelegt hatte, machte er 1908 in Recklinghausen sein Abitur. Ebenfalls in Rostock folgten 1910 das Staatsexamen als Nahrungsmittelchemiker und 1913 das medizinische Staatsexamen. Noch im selben Jahr erfolgte seine Promotion zum Doktor der Medizin, 1915 die Habilitation als Pharmakologe und 1916 schließlich die Promotion zum Doktor der Philosophie.
Sieburg blieb der Universität Rostock bis 1921 treu, arbeitete am dortigen Institut für Pharmakologie und physiologische Chemie, ab 1915 zunächst als Privatdozent, 1921 als Professor. Anschließend wechselte er an die Universität Hamburg und leitete dort bis 1933 das Forschungsinstitut für Klinische Pharmakologie am Universitätskrankenhaus Eppendorf (UKE), ab 1924 als außerplanmäßiger Professor. Unter anderem lehrte und forschte er auf dem Gebiet der Herzglykoside, des Gerbsäureabbaus im menschlichen Körper und der Wirkung fluoreszierender Substanzen. Zwischen 1912 und 1920 publizierte er umfangreich seine Forschungsergebnisse.

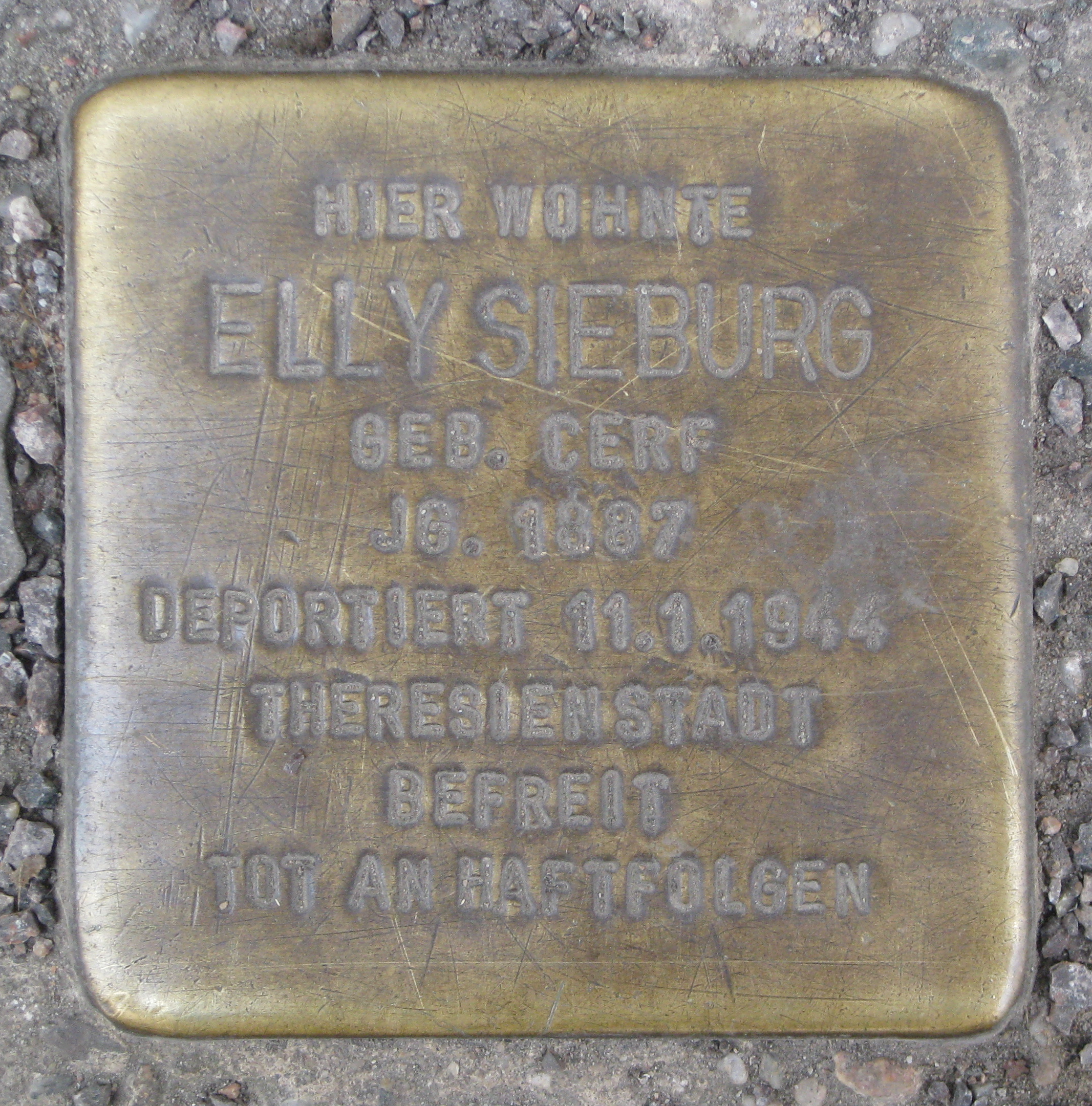
Stolperstein Elly Sieburg in Alt-Treptow

Am Ersten Weltkrieg nahm Sieburg von Juli 1916 bis Dezember 1918 als landsturmpflichtiger Arzt teil. Er verzichtete 1933 nach der Machtübernahme der Nationalsozialisten und der Einführung des Gesetzes zur Wiederherstellung des Berufsbeamtentums wegen des zu erwartenden Verlustes freiwillig auf seine Lehrbefugnis. Der Beweggrund dazu ist unbekannt, eine jüdische Abstammung ist bei ihm nicht bekannt.
Ernst Sieburg verstarb im Januar 1937 und wurde auf dem Friedhof Ohlsdorf beigesetzt. Die Grabstätte im Planquadrat J 12 südlich von Kapelle 4 ist erhalten. Im Mai 2014 wurden für ihn und 15 weitere Kolleginnen und Kollegen, die aus „rassischen Gründen“ ihren Arbeitsplatz als Lehrkörper an der Medizinischen Fakultät des Hamburger UKE verloren hatten, Stolpersteine verlegt.
Für seine erste Frau Elly Sieburg wurde am 10. Dezember 2007 in Berlin in Alt-Treptow ein Stolperstein verlegt. Sie wurde am 10. Januar 1944 aus Berlin in das KZ Theresienstadt deportiert, wo sie im Mai 1945 befreit worden ist. Im August 1945 kam sie mit einem Krankentransport zurück nach Berlin, wo sie am 28. Februar 1946 an den Folgen der KZ-Internierung und Magenkrebs verstarb. Seine Tochter Eva Ronsfeld-Sieburg starb 1994. Eva war auch nach dem Tod ihres Vaters 1937 weiterhin in Kontakt mit seinem Bruder Erich Sieburg, der entschiedener Gegner der Nationalsozialisten war, und seiner Frau Ida. In einem Brief vom 30. Mai 1943 berichtet Eva ihnen von der Sorge um ihre Mutter Elly, die von schwerer Zwangsarbeit betroffen sowie Deportation bedroht war und 1958 legte sie Zeugnis über ihre Verfolgung und ihre Aktivitäten im Widerstand während der NS-Zeit ab.

## Veröffentlichungen
- 1912: Beiträge zur Kenntnis der sogenannten terpentinphosphorigen Säure (Dissertationsschrift zum Dr. med.).
- 1916: Zur Biologie aromatischer Arsenverbindungen (Habilitationsschrift zum Professor der Pharmakologie).
- 1916: Ueber Ester aromatischer Arsenverbindungen (der p-Benzarsinsäure) mit Amidosäuren und höheren Alkoholen (Dissertationsschrift zum Dr. phil.).
- 1916: Ersatz vivisektorischer Versuche durch Versuche an isolierten überlebenden Organen.